# Pô Airport
Pô Airport är en flygplats i Burkina Faso. Den ligger i den centrala delen av landet, 140 km söder om huvudstaden Ouagadougou. Pô Airport ligger 320 meter över havet.
Terrängen runt Pô Airport är platt. Närmaste större samhälle är Pô, 0,98 km söder om Pô Airport.
Omgivningarna runt Pô Airport är en mosaik av jordbruksmark och naturlig växtlighet. Runt Pô Airport är det ganska glesbefolkat, med 32 invånare per kvadratkilometer.